# Norman Mapeza
Norman Mapeza (* 12. April 1972 in Salisbury, Rhodesien) ist ein ehemaliger simbabwischer Fußballspieler und aktueller -trainer.

## Spielerkarriere
Mapeza wurde Ende der 80er Jahre vom polnischen Funktionär Wieslaw Grabowski in der Chitungwiza-Junior-League entdeckt und gefördert. Grabowski, zu dieser Zeit Spielerscout-Vermittler, Präsident- und Trainer von Darryn T in Personalunion, hatte ein für die damalige Zeit in Afrika revolutionäres Fördersystem etabliert, in dem er Talente, vorwiegend aus der Stadt Chitungwiza scoutete, über das Jugend-Farm-Team Cone Textiles an die Profimannschaft Darryn Textiles FC heranführte und bei guter Entwicklung, zumeist an einen polnischen Verein, nach Europa vermittelte. Mapeza entwickelte sich zu einem Vorzeigebeispiel des Förderprogramms, kam über Cone-Textiles 1991 in die Profimannschaft von Darryn T, wo er in seiner dritten Spielzeit zum Nationalspieler seines Landes aufstieg.
Zur Spielzeit 1993/94 folgte über Vermittlung von Grabowski der Wechsel nach Europa zum polnischen Erstligisten Milliarder Pniewy, in dessen Folge er von 1993 bis 2003 insgesamt acht Mal den Verein wechselte. An der Seite von damals hochtalentierten Spielern wie Krzysztof Nowak und Tomasz Rząsa, etablierte er sich in Pniewy auf Anhieb in einer europäischen Liga und belegte mit dem Verein den zehnten Tabellenendrang. Nachdem er zwischenzeitlich zum Kapitän von Simbabwe aufgestiegen war und auch international mehrere Ausrufezeichen gesetzt hatte, wurde er zur Spielzeit 1994/95 vom amtierenden türkischen Meister Galatasaray Istanbul verpflichtet.
Unter dem deutschen Trainer Reinhard Saftig bekam er auch aufgrund seiner variablen Einsetzbarkeit im defensiven Mittelfeld oder als rechter Verteidiger im mit vorwiegend türkischen Stars wie Tugay Kerimoğlu, Okan Buruk oder Bülent Korkmaz, besetzten Kader hohe Spielanteile. Zudem avancierte er zum ersten simbabwischen Fußballspieler in der UEFA Champions League,(Anm.: Zuvor war mit Bruce Grobbelaar für den FC Liverpool bereits ein Spieler aus Simbabwe im Europapokal der Landesmeister zum Einsatz gekommen.) wo er in fünf von sechs möglichen Spielen, unter anderem gegen den FC Barcelona und Manchester United über 90 Spielminuten zum Einsatz kam. Galatasaray die Spielzeit mit Tabellenrang drei hinter dem Lokalrivalen Beşiktaş Istanbul und Trabzonspor abschloss und auch keinen Titel gewinnen konnte, musste Saftig gehen und durch den Schotten Graeme Souness ersetzt. Dieser verpflichtete mit Barry Venison, Dean Saunders, Mike Marsh, Brad Friedel und Ulrich van Gobbel gleich fünf neue Ausländer um die Mannschaft nach seinen Vorstellungen umzubauen. Dies wiederum hatte zur Folge, dass Mapeza, trotz durchaus überzeugender Leistungen, den Verein nach nur einem Jahr wieder verlassen musste und ligaintern zum Hauptstadtklub MKE Ankaragücü wechselte. Nach einer Saison als Stammspieler und Tabellenplatz elf wechselte er zu Altay İzmir, wo er sich über die gesamte Spielzeit im Abstiegskampf befand und mit Tabellenplatz vierzehn lediglich knapp den Klassenerhalt schaffte. Daraufhin verpflichtete ihn Dardanelspor, wo er mit Tabellenrang elf die beste Platzierung in der Vereinsgeschichte errang und erstmals länger als eine Spielzeit bei einem türkischen Verein verblieb. Ohne signifikante Verstärkungen rutschte der Verein jedoch zur Folgesaison ab und musste als Vorletzter in die Zweitklassigkeit absteigen, woraufhin Mapeza abermals ligaintern zurück zu Altay İzmir wechselte. Trotz einiger namhafter Spieler wie Sejad Halilović, Kenan Hasagić oder Necati Ateş spielte Altay eine enttäuschende Saison und musste an deren Ende als drittletzter aufgrund der schlechteren Tordifferenz gegenüber İstanbulspor, absteigen.
Mapeza, der nun in zwei aufeinanderfolgenden Jahren abgestiegen war, verließ daraufhin die Mannschaft wieder und schloss sich in der Vorbereitung für die Spielzeit 2000/01 dem Premier-League-Verein West Ham United an. Nach mehreren Wochen beim Verein bemühte sich der damalige Hammers-Manager Harry Redknapp um die Verpflichtung des Spielers, die jedoch aufgrund einer fehlenden Arbeitserlaubnis scheiterte. Mapeza war zu dieser Zeit zwar immer noch Kapitän seines Landes, hatte aber in den letzten beiden Jahren nicht die notwendige Anzahl an offiziellen Länderspielen für sein Land bestritten. In Folge spielte er bis zum Winter für keine andere Mannschaft, ehe er im Frühjahr 2001, nach einem Probetraining vom österreichischen Erstligisten SV Ried bis Saisonende, mit der Option auf zwei weitere Jahre, verpflichtet wurde.
Nach einem überragenden Pflichtspieldebüt von Mapeza gegen den amtierenden Meister SK Sturm Graz zogen die Innviertler bereits kurz nach Vertragsunterzeichnung ihre Option zur weiteren Verlängerung, um den Spieler langfristig an den Verein zu binden. Es folgten weitere starke Auftritte von Mapeza, der bei Ried ausschließlich aus der Libero-Position eingesetzt wurde, ehe er zum Saisonende stark abbaute und merklich lustlos agierte. Nachdem er bei einem Gespräch mit der Vereinsführung klarstellte sich in Österreich nicht wohl zu fühlen und in eine größere Liga wechseln zu wollen, gab ihm der Verein die Erlaubnis zur Verhandlung mit anderen Vereinen. In der Sommerübertrittszeit war Mapeza daraufhin für Ried nicht erreichbar, da es aber auch keine offiziellen Angebote für den Spieler gab, ging man von dessen Verbleib in Österreich aus. Als Mapeza jedoch auch nicht zum offiziellen Trainingsauftakt erschien, wurde die FIFA eingeschaltet, die ihn vorübergehend sperrte. Kurz darauf wurde bekannt, dass Mapeza unter der Angabe vereinslos zu sein, einen Vertrag beim damaligen englischen Zweitligisten FC Portsmouth unterschrieben hatte. Redknapp, der ihn ein Jahr zuvor bereits zu West-Ham holen wollte, war zwischenzeitlich zu Portsmouth gewechselt und Mapeza hatte eine Arbeitserlaubnis für England erhalten. Nachdem Portsmouth von Ried über die Vertragssituation von Mapeza informiert wurde, annullierte Redknapp mit sofortiger Wirkung den Vertrag und nahm von einer Verpflichtung Abstand. Mapeza absolvierte daraufhin noch ein Probetraining bei den Wolverhampton Wanderers, bei dem er aber nicht überzeugen konnte. Im Oktober 2001 wechselte er schließlich auf Leihbasis zurück in die Türkei zum Aufsteiger Malatyaspor. Ried, welches Mapeza eigentlich unbedingt verkaufen wollte, musste dem Leihgeschäft zustimmen, da Malatyaspor zuvor bereits seinen gesamten Transferetat ausgeschöpft hatte, aber einer automatischen Kaufverpflichtung, nach einer bestimmten Anzahl von Einsätzen, zustimmte. Bei Malatyaspor war er daraufhin wieder Stammspieler, ehe er sich am 16. Februar 2002 im Spiel gegen Denizlispor nach eine brutalen Attacke von Çoşkun Birdal das rechte Bein brach und in Folge überraschend seine Spielerkarriere beendete.
2003 feierte er in seiner Heimat bei den CAPS United ein Comeback, nachdem er den Verein zuvor bereits als Co-Trainer betreut hatte. Nach einem vierten Tabellenplatz im Jahr 2003, konnte er 2004 erstmals den Meistertitel in der Zimbabwe Premier Soccer League feiern. Danach verlautbarte er nochmals nach Europa wechseln zu wollen, kam aber bei keinem Verein unter, ehe er in Südafrika bei Ajax Cape Town einen Einjahresvertrag unterzeichnete. Für Ajax kam er noch elf Mal zum Einsatz, ehe er seine Spielerkarriere endgültig beendete.

## Nationalmannschaft
Mapeza war ab 1993 fixer Bestandteil und mit Unterbrechungen auch Kapitän der simbabwischen Fußballnationalmannschaft. Obwohl die Mannschaft zwischenzeitlich mit Spielern wie Peter Ndlovu, Henry McKop, Bruce Grobbelaar, Dickson Choto oder Benjamin Mwaruwari durchaus qualitativ hochwertig besetzt war, konnte er sich während seiner aktiven Zeit weder für den Africa-Cup noch für eine Fußball-Weltmeisterschaft qualifizieren.

## Trainerkarriere
2003 startete er als Co-Trainer seine Betreuertätigkeit bei den CAPS United aus der simbabwischen Hauptstadt Harare. 2004 feierte er als spielender Co-Trainer den simbabwischen Meistertitel. 2007 übernahm er erstmals gemeinsam mit dem Schweizer Marc Duvillard als Interimstrainer für ein Länderspiel gegen Malawi die simbabwische Nationalmannschaft. In Folge betreute er mit den simbabwischen Erstlistigen Monomotapa United FC erstmals eine Vereinsmannschaft als Cheftrainer, die er als krasser Außenseiter 2008 zum Meistertitel führte. Danach beendete er überraschend nach Differenzen mit der Vereinsführung seinen Vertrag mit Monomotapa, ehe er 2009 abermals die Chance als Interimstrainer Simbabwes bekam. Trotz eines 3:1 Heimsieges, abermals gegen Malawi, sprach sich der Verband für die Verpflichtung des Brasilianers Valinhos aus, der nach einer Niederlagenserie im Jahre 2010 entlassen wurde. Wieder setzte der Verband Mapeza daraufhin als Interimstrainer ein, entschied sich in weiterer Folge aber für den erfahreneren Madinda Ndlovu als fixen Trainer. 2011 installierte man ihn als gleichberechtigter Partner für Ndlovu bei der Nationalmannschaft. Es kam zwischen den Trainern jedoch bald zu Querelen, in deren Folge Ndlovu entlassen und Mapeza zum Co-Trainer zurückgestuft des Belgiers Tom Sainfiet zurückgestuft wurde. Nachdem dieser aber keine Arbeitserlaubnis erhielt, installierte man erstmals Mapeza offiziell als Cheftrainer der A-Nationalmannschaft. 2012 suspendierte ihn der Verband neben insgesamt 98 simbabwischen Fußballern für ein halbes Jahr im Zuge der "Asiagate-Affäre", einem der größten Spielmanipulationsskandale der letzten Jahre. Da es keine Beweise für eine Beteiligung Mapeza’s an den Manipulationen gab, verklagte dieser den Verband in Folge auf Schadensersatzzahlung in Höhe von 400.000 US-Dollar. Zudem verlangte er eine offizielle Entschuldigung des Verbands. In Folge kam es zu einer außergerichtlichen Einigung in deren Verlauf Mapeza vollständig vom Verband rehabilitiert wurde.
Erst 2014 übernahm Mapeza daraufhin mit dem Platinum FC wieder eine Vereinsmannschaft, die er nacheinander zu einem vierten, dritten und zweiten Tabellenendrang in der Simbabwe Premier League führte. Ende März 2017 übernahm er zum insgesamt sechsten Mal, vorerst wieder in interimistischer Funktion die A-Nationalmannschaft.

## Erfolge
Als Spieler
- 1× Zimbabwe Premier Soccer: 2004
- 1× Chibuku Cup: 2004

Als Trainer
- 1× Zimbabwe Premier Soccer League: 2008
- 1× Chibuku Cup: 2014